# Куйленстьерна-Венстер, Элисабет
Мария Элисабет Куйленстьерна-Венстер (швед. Maria Elisabeth Kuylenstierna-Wenster; 16 сентября 1869, приход Накка, лен Стокгольм — 13 февраля 1933, Лунд) — шведская писательница и переводчица.

## Биография и творчество
Элисабет Куйленстьерна родилась в 1869 году. Она была младшим ребёнком в семье фермера Класа Леопольда Куйленстьерны и Софии Марии Катарины Нюстрём. По всей видимости, Элисабет получила неплохое образование, особенно в области иностранных языков. В 1890-х годах она училась за границей: во Франции, в Германии, в Дании. С раннего детства у неё было очень плохое зрение: как впоследствии писала сама Элисабет, она «родилась с пытливым умом и горела желанием смотреть вдаль и вширь, но была настолько близорука, что могла бы наткнуться на собственную тень».
С ранней юности Элисабет начала писать для журналов и газет, в том числе Illustreradt Året и Idun, а позднее для Svenska Dagbladet и Stockholms-Tidningen. Она писала рассказы, короткие заметки и рецензии, а также была редактором рубрики «Женщина и дом» в Svenska Journalen. Помимо журналистики, она также создавала литературные произведения в разных жанрах.
В 1905 году Элисабет Куйленстьерна вышла замуж за адвоката Хольгера Венстера. Супруги поселились в Мальмё; в апреле 1906 года родился их единственный ребёнок, дочь Ингер. Замужество и материнство не мешали Элисабет заниматься литературной деятельностью, и она много писала. В мае 1922 года Хольгер Венстер не вернулся домой с работы. Sydsvenska Dagbladet опубликовала несколько статей о его исчезновении и полицейском расследовании. Элисабет осталась без средств к существованию и обратилась за помощью к Сельме Лагерлёф, которая выслала ей некоторую сумму денег. Несколько недель спустя её мужа нашли мёртвым в Дании. Похороны состоялись в Мальмё.
На протяжении следующего десятилетия Элисабет Куйленстьерна-Венстер писала много и неустанно. Однако осенью 1932 года её дочь заболела туберкулёзом и умерла. От этого удара Элисабет уже не оправилась. Она утратила всякий интерес к жизни и умерла 13 февраля 1933 года.
Обширное литературное наследие писательницы можно разделить на три группы: семейные романы, книги для девочек и романтические повести в историческом контексте. Героини её семейных романов, как правило, молодые женщины, мечтающие развить свои таланты и увидеть мир. Однако когда встаёт выбор между карьерой и браком, они выбирают брак — впрочем, в любом случае их ждут страдания из-за принесённой жертвы. Книги для девочек Элисабет Куйленстьерна-Венстер создавала, вероятно, вдохновляясь собственной дочерью и её подругами. Её исторические романы построены, как правило, вокруг центрального персонажа — женщины с сильным и независимым характером.
Элисабет Куйленстьерна-Венстер также много занималась переводами и в общей сложности перевела около 70 рассказов и романов. В основном она переводила современных датских авторов, писавших, как и она сама, о семье, женщинах, маленьких девочках и эмансипации, но отдельные произведения переводились ею с норвежского, немецкого, французского и английского.